# Летње олимпијске игре 2028.
XXXIV Летње олимпијске игре одржаће се у Лос Анђелесу између 21. јула и 6. августа 2028. године.
Процес избора града домаћина је оригинално требало да започне 2019. године, док је планирано да име победника буде објављено 2021. године. Међутим, због повлачења великог броја градова кандидата из изборног процеса са Зимских олимпијских 2022. и Летњих олимпијских игара 2024. године, Међународни олимпијски комитет (МОК) најавио је већ 2017. године имена градова домаћина за игре из 2024. и 2028. године. Овако, 31. јула 2017. године, постигнут је договор према коме је Лос Анђелес изабран за домаћина Олимпијских игара 2028. године са 1,8 милијарди долара додатног финансирања од стране МОК-а, што је обезбедило да Париз буде потврђен као домаћин игара 2024. године. Оба града су формално најављени као домаћини игара на 131. седници МОК-а, у Лими у Перуу 31. септембра 2017. године. Избор домаћина је хваљен од стране МОК-а, због коришћења рекордног броја постојећих и привремених објеката и ослањања на корпоративни новац.
Ово је трећи пут да ће Лос Анђелес бити домаћин Летњих олимпијских игара, што га чини првим америчким градом и трећим у свету, након Лондона (1908, 1948 и 2012) и Париза (1900, 1924 и 2024), који ће да угости игре три пута. Ово ће бити пете Олимпијске игре које ће бити одржане у Сједињеним Државама, након Сент Луиса 1904, Лос Анђелеса 1932, Лос Анђелеса 1984 и Атланте 1996. године. Ово ће такође бити четврте Олимпијске игре које ће бити одржане у Калифорнији и девете Олимпијске игре које ће бити одржане у Сједињеним Државама уопште (четири зимска издања су одржана у Лејк Плесиду 1932, Скво Валију 1960, Лејк Плесиду 1980 и Солт Лејк Ситију 2002. године).

## Избор домаћина
Међународни олимпијски комитет је 16. септембра 2015. објавио процес кандидатуре и пет градова кандидата за Игре 2024: Будимпешта, Хамбург, Лос Анђелес, Париз и Рим . Будимпешта, Хамбург и Рим су се на крају повукли, остављајући само Лос Анђелес и Париз. Слична ситуација се већ догодила током избора за Зимске олимпијске игре 2022. када су се Краков, Лавов, Осло и Стокхолм повукли, што је резултирало двосмерном одлуком између Пекинга, Кина, и Алматија, Казахстан, при чему је Пекинг на крају прогласио победника. Дана 3. априла 2017. године, на конвенцији МОК-а у Данској, олимпијски званичници састали су се са кандидатским комисијама из Лос Анђелеса и Париза како би разговарали о могућности именовања два победника у такмичењу за одржавање Летњих игара 2024.
Након ових повлачења, Извршни одбор МОК-а се састао у Лозани, у Швајцарској, 9. јуна 2017. како би разговарао о процесима за подношење понуда за 2024. и 2028. годину. МОК је званично предложио да се 2024. и 2028. бирају градови домаћини у исто време 2017. године, предлог који је ванредно заседање МОК-а одобрило 11. јула 2017. у Лозани. МОК је успоставио процес у којем су комитети за кандидатуре Лос Анђелеса и Париза 2024. и МОК одржали састанке у јулу 2017. како би одлучили који ће град бити домаћин у свакој од две године.
Након одлуке да се игре 2024. и 2028. додељују истовремено, сматрало се да је Париз префериран за Игре 2024. за обележавање стогодишњице Летњих олимпијских игара 1924. године . МОК је 31. јула 2017. објавио Лос Анђелес као јединог кандидата за 2028. са 1,8 милијарди долара додатног финансирања од МОК-а, што је омогућило да Париз буде потврђен као домаћин за 2024. годину. Дана 11. августа 2017, Градско веће Лос Анђелеса је једногласно гласало за одобравање понуде. Лос Анђелес је 11. септембра 2017. добио формално одобрење од комисије за оцењивање МОК-а. Лос Анђелесу је 13. септембра 2017. званично додељена награда за Олимпијске игре 2028. након што је МОК једногласно гласао. МОК је похвалио понуду ЛА за коришћење рекордног броја постојећих и привремених објеката и за потпуно ослањање на корпоративно финансирање.
Дана 16. октобра 2017, Лос Анђелес 2028 је добио званичну подршку државе Калифорније . Олимпијски званичници стигли су 29. августа 2018. у дводневну посету која је укључивала састанке са локалним организаторима и обилазак најновијих градских места. У то време, анкете ЛМУ и ЛА Тајмса навеле су да је више од 88% Анђелена било за то да град буде домаћин Олимпијских и Параолимпијских игара 2028. 
| Град        | Држава           | Гласови     |
| ----------- | ---------------- | ----------- |
| Лос Ангелес | Сједињене Државе | Једногласно |